# Sphenopholis interrupta
Sphenopholis interrupta är en gräsart som först beskrevs av Samuel Botsford Buckley, och fick sitt nu gällande namn av Frank Lamson Scribner. Sphenopholis interrupta ingår i släktet Sphenopholis och familjen gräs. Inga underarter finns listade i Catalogue of Life.